# GRAND CROSS
『GRAND CROSS』（グランドクロス）は、2006年に稼働を開始したコナミデジタルエンタテインメント（2016年11月よりコナミアミューズメントに運営移管）のメダルゲームである。GRAND CROSS シリーズ1作目。

## 概要
16ステーション・最大32人まで同時にプレイ可能なプッシャーゲームである。直径約6.4m、高さ約3.8m（セイルユニットを含む）と、これまでの業務用のメダルゲーム機としては類を見ない大きさで、プッシャーマシンとしては世界最大級の筐体サイズとなっている（尤も、メダルゲームというジャンルは日本独自のものではあるが）。
また、コナミのネットワークサービス 「e-AMUSEMENT」に対応しており、ジャックポット、プレミアムモード（後述）などの獲得枚数ランキングが集計されている他、オンラインでのバージョンアップが行われている（2017年1月末日オンラインサービス終了）。
2008年4月15日より、初の大規模なオンラインアップデートとして、システムやグラフィックがリニューアルされたバージョンアップ版「GRANDCROSS PLUS」の稼動を開始した。以下の記事では、基本的に初期バージョンの挙動について説明し、PLUSでの変更点はその都度記載する。

## 各ワールド
16のステーションは4つのワールドに分けられており、それぞれのワールドで異なる演出を楽しむことができる。
- 1-4番席：スチームワールド - 工場や機械をテーマとした世界。（キャラクター：ブリッキーとグリス君）
- 5-8番席：カジノワールド - カジノをモチーフとした世界。（キャラクター：カーシー）
- 9-12番席：アドベンチャーワールド - 遺跡、自然などをテーマとした世界。（キャラクター：キング）
- 13-16番席：ミステリーワールド - ゴーストのいる墓地が舞台の世界。（キャラクター：リリー）

キャラクターのモチーフは「オズの魔法使い」だと思われる。

## ゲームの流れ
レバーで投入位置を調節し、プッシャーフィールドにメダルを投入する（滑らせるだけでメダルを投入できる、独自のメダル投入口を採用している）。
チャッカーにメダルが入るとスロットが回転する。最大10回転まで保留可能で、ステーション画面左にストックが表示される。ストックが一杯になった状態からさらにチャッカーにメダルが入ると、スロットでのメダル当選枚数がアップする（30枚→50枚→70枚）。ただし、チャッカーに入ったメダルは他の多くのプッシャーゲームとは異なり内部に回収されるので、それを考慮にいれる必要がある。

### スロットの当選役
222 / 444 / 666 / 888(偶数番号)メダル払い出し（30 - 70枚）。
111 / 333 / 555 / 999(奇数番号)メダル払い出し（30 - 70枚）、確率変動に突入。確率変動中は「チャンスウィング」が立ち上がり、チェッカーにメダルが入りやすくなる。次の数字図柄の当選まで有効。
SSS直接サテライトチャレンジに突入。
777直接スペシャルサテライトチャレンジに突入。
BALL3つ揃うとボールを獲得することができる。フィールド横に抽選機構があり、通常はフィールドの奥にボールが投入されるが、ボールが「LUCKY POCKET」に入るとフィールドの手前に投入される（同時にメダル10枚獲得）。
FEATUREサイコロマークの図柄。スロットで3つ揃うと、メダル払い出し（10 - 30枚）の後、ビンゴフィーチャーとなる（このシンボルがリーチになると例外なく当選していたが、PLUSではハズレの場合もある）。
メダルマークスロットのセンターリールにこの図柄が止まると、メダル5枚が払い出される（左右のリールにもシンボルはあるが、通常ゲーム中は止まることは無い。プレミアムモード中は3つ揃うことで10 - 30枚の払い出しがある）。
スロットの当選後、再抽選に突入する場合がある。バックで花火が3発打ち上げられ、1発でも花火が開いた場合は確変絵柄以上に昇格する。3発とも不発だった場合は昇格しない（PLUSからはキャラクター登場による逆転昇格もある）。

### ビンゴフィーチャー
スロットで「FEATURE」が3つ揃うと、ビンゴカードを成長できるビンゴフィーチャーとなる。ボタンでサイコロを振り、止まったマスの内容がビンゴカードに追加される。
- odds - 示された枚数だけ「BINGO ODDS」に枚数が加算される。+10、+30、+50、+100の4種類。
- BONUS - PLUSから登場。カードのラインフィーチャー（後述）に示された枚数のボーナスメダル払い出しフィーチャーが追加される。+50、+100、+200の3種類。
- NORMAL BALL - カードのラインフィーチャーに通常ボールが追加される。
- SP BALL - カードのラインフィーチャーにスペシャルボールが追加される。
- JP chance - カードのラインフィーチャーにグランドジャックポットチャンスが追加される。

「JP chance」はカードに同時に二つ以上存在する事は無い。また、縦横6カ所のラインフィーチャーが全て埋まっている時はフィーチャーが上書きされる。「SP BALL」が「NORMAL BALL」に上書きされるような事態も発生するので注意。

## サテライトチャレンジ
フィールドからボールが落ちるか、スロットで「S」を3つ揃えることで、ステーション前方にあるサテライトで抽選が行われる、サテライトチャレンジに突入する（サテライトは各ワールドに1つずつ割り当たっている）。「1」-「9」の数字と「JP CHANCE」の10個の穴（ポケット）がある外周にボールが投入される。
ボールがそれぞれの数字に入った場合は、その数字と対応するビンゴカードの数字が埋まり、縦・横・斜めのいずれかでビンゴすると、そのラインに応じたボーナス（ラインフィーチャー）を獲得することができる。ボーナス内容は、斜めラインがスペシャルボール（金色）であり、それ以外はビンゴフィーチャーで成長させることができる。
「JP CHANCE」（黄色のポケット）にボールが入ると、筐体中央の大型抽選機構を用いた「GRAND JACKPOT CHANCE」に突入する（確率1/10）。
どの数字のポケットに入るとどのようなボーナスが得られるかは、ステーション画面・各ポケットの点灯する色で判別することが可能である。色に対応したボーナス内容は以下の通り。
- 赤ポケット - リーチ状態の数字。入るとビンゴとなり、「BINGO ODDS」に表示されている枚数が払い出され、ラインのフィーチャーを獲得できる。複数ラインが同時にビンゴした場合は、ODDSにビンゴしたライン数が乗算された枚数が払い出される。ODDSはビンゴが発生すると初期値（通常100枚）に戻る。
- 紫ポケット - リーチ状態であり、ボールが入ると完成するラインのフィーチャーに「JP CHANCE」が含まれている数字。入るとビンゴとなり、赤ポケット同様にBINGO ODDSの枚数を獲得した後、「GRAND JACKPOT CHANCE」に突入する。
- 青ポケット - まだ埋まっていない数字。入るとメダル30枚が払い出され、ビンゴカードの数字が埋まる。
- 緑ポケット - すでに埋まっている数字。入ると「STEP」が1つ進む。ステップは最大4ステップで、1つ進む度に、ボールを1つ獲得する。4ステップ目が埋まるとスペシャルボール（金色）となり、ステップは0に戻る。

ビンゴした場合に獲得できるフィーチャーは順番があり、「メダル払い出し」「ボール払い出し」「GRAND JACKPOT CHANCE」の順となる。ボールを払い出した後にメダルを払い出してしまうと、ボールが落ちやすくなってしまうためだと思われる。

### スペシャルサテライトチャレンジ
金色のスペシャルボール（ビンゴのラインフィーチャー・STEPなどで獲得できる）をフィールドから落とすか、スロットで「7」を揃えると、スペシャルサテライトチャレンジとなる。基本的には通常のサテライトチャレンジと同じだが、「1・2」「3・4」「5・6」「7・8」「JP CHANCE」の5つのポケットしかない内周にボールが投入される。なお、9のポケットは無いので、9のみのリーチは、2つ並んで入ってビンゴしない限りおいしくないものを引くこととなる。
数字のポケットに入った場合は、ビンゴカードの2つの数字が同時に埋まるため、ボーナスが得られやすい他、GRAND JACKPOT CHANCEへの確率も1/5に上昇している。数字に入った場合の理論上の最高配当は、5ライン同時ビンゴ・BINGO ODDS 500枚による2500枚。PLUSではラインフィーチャーにメダルの配当があるため、200枚×4ライン（斜め以外のライン）を含めると最大3300枚となる。
ポケットの色は、そのポケットに割り当てられた2つの数字のうち、奇数・偶数それぞれの数字のみが入った場合のボーナス内容が交互に表示される（2つの数字が埋まって初めてビンゴになる場合などでも、どちらか一方が入った場合のボーナスが表示される）。

## GRAND JACKPOT CHANCE
筐体中央の抽選機構で大きなボールが発射され、ボールの入賞したポケットによって様々なボーナスが得られる。
- GOLD JACKPOT - センター画面に表示されたゴールドジャックポットの枚数分のメダルを獲得する。この枚数は、各プレイヤーのグランドジャックポットチャンス終了の度に25枚加算される（ただしGOLD JACKPOTへの入賞時や、グランドスロットでGOLD JACKPOTの増加を含むものが当選した場合は加算されない）。初期貯留1000枚（初期貯留最大2000枚)、最大貯留5000枚。確率1/20。
- SILVER JACKPOT - センター画面に表示されたシルバージャックポットの枚数分のメダルを獲得する。この枚数は各ステーションのメダルの投入によって増加する（1枚の投入につき0.03枚分増加）。初期貯留500枚（初期貯留最大2000枚)、最大貯留5000枚。確率1/20。
- GRAND SLOT - グランドスロット（センター画面でのスロット抽選）。確率1/5。
- 500 - メダル500枚払い出し。確率1/10。
- 100 - メダル100枚払い出し。確率3/5。

いずれかのJACKPOTが当選すると、払い出し終了後は初期値に戻る（SILVER JACKPOTの当選時はさらにGRAND JACKPOT CHANCE中に蓄積された分の枚数が加算される）。この時、各ジャックポットの初期値からの増分が計500枚未満の場合、「GOLD JACKPOT」に500枚が加算される。

### GRAND SLOT
「GRAND JACKPOT CHANCE」で、ボールが「GRAND SLOT」に入賞するとグランドスロットとなる。センター画面でスロット抽選が行われ、それに応じたボーナスを獲得することができる。
- 初期バージョンでの出目
  - 300WIN & GOLD JACKPOT 100UP - メダル300枚払い出し。ゴールドジャックポットの蓄積枚数が100枚増加。
  - 100WIN & GOLD JACKPOT 50UP - メダル100枚払い出し。ゴールドジャックポットの蓄積枚数が50枚増加。
  - PREMIUM MODE - プレミアムモードに突入する。

それ以外の出目（「PARTY GAME」等）もリールには存在していたが、結局「GRAND CROSS PLUS」が稼動するまで当選することは無かった。
- PLUSでの出目
PLUSでのスロットの出目は「PREMIUM MODE」を除き、メダルを獲得できるWIN枚数と追加で得られるボーナスの内容がランダムに組み合わせられる。
  - WIN
    - 100WIN - メダル100枚払い出し。
    - 200WIN - メダル200枚払い出し。
    - 300WIN - メダル300枚払い出し。

  - ボーナス内容
    - GOLD JACKPOT 50UP - ゴールドジャックポットの蓄積枚数が50枚増加。
    - GOLD JACKPOT 100UP - ゴールドジャックポットの蓄積枚数が100枚増加。
    - GOLD JACKPOT 200UP - ゴールドジャックポットの蓄積枚数が200枚増加。
    - GOLD JACKPOT 300UP - ゴールドジャックポットの蓄積枚数が300枚増加。
    - GOLD JACKPOT MAX - ゴールドジャックポットの蓄積枚数が最大値まで増加する。
    - SPECIAL BALL - スペシャルボール（金色）1個払い出し。

  - PREMIUM MODE - プレミアムモードに突入する。

## PREMIUM MODE
「GRAND SLOT」で「PREMIUM MODE」の図柄が当選することで、大量メダル獲得が期待できるプレミアムモードに突入する。
このモード中は、メダルマーク（プレミアムモード専用のメダルマーク）が高頻度で3つ揃うようになる。通常のスロットと同じように、ストックが一杯の状態でさらにチェッカーにメダルを入れることで払い出し枚数が上昇し、メダルマークの色が銅・銀・金の順に10枚・20枚・30枚の払い出しとなる。
数字図柄の当選時は、通常スロットと同じ枚数だけメダルを払い出し、サテライトチャレンジの「継続」・「終了」のポケットが入れ替わる。なおここでの数字図柄には「7」も含まれる（「スペシャルサテライトチャレンジ」にはならない）。
このモード中のサテライトチャレンジは、モードの継続・終了が抽選される。「継続」の数字のポケットに入るとプレミアムモード継続、「終了」の数字のポケットに入ると通常のスロットに戻る。　また、「JP CHANCE」はモード継続の上でGRAND JACKPOT CHANCEに突入する。どのポケットでも、入るとメダル100枚が払い出される。「スペシャルサテライトチャレンジ」は全ての数字のポケットが「継続」となる。
「GRAND JACKPOT CHANCE」では通常と同じ抽選が行われるが、「グランドスロット」に入賞し再度「PREMIUM MODE」を引いた場合は全ての数字が「継続」にリセットされる（メダル獲得枚数は持続）。

## イベントゲーム
イベントゲームは、設置店舗が当『GRAND CROSS』を用いたイベントとして開催される。現時点では通常プレイ中にイベントゲームで遊ぶことはできない。
ゲームは4つのワールド対抗で行われ、獲得したポイントを競い合う方式。ゲームの結果、一番多くのポイントを集めたワールドが優勝となる。優勝したワールドのステーションのプレイヤーには、店舗からメダルや景品などのプレゼントがある事が多い。
BINGOゲームイベントゲーム専用のビンゴカードが各ステーションに表示され、各ワールドのサテライトでボールによって数字が抽選される。ラインが揃うとポイントを獲得することができる。抽選されるボールは5個で、5個目のボールはSPボールとなる。「JP CHANCE」に入った場合は、ビンゴカードの「JP BONUS」に表示されている、ランダムに割り当てられた数字が開く。
MEDALゲーム画面に3つの宝箱が表示され、光っているチェッカーにメダルを入れることで、宝箱を開けてポイントを獲得することができる。
ボタンゲーム各ステーションにある左右のボタンを用いてキャラクターを動かし、上から降ってくる数字のついているアイコンをカゴに入れていくゲーム。カゴに入れた数字がそのまま獲得ポイントとなる。同社のメダルゲーム『アラビアンクリスタル』に登場するミニゲーム「お宝キャッチャー」に酷似している。

## その他
- 複数のボールが落ちる直前で詰まって落ちなくなったり、大量のメダルの払い出し（主にJACKPOT）によりメダル切れになったりすることが頻繁にある。後者は1つのステーションでの払い出しの影響でそのステーションだけでなく別のステーションがメダル切れになることがあり、場合によっては別のステーションのみがメダル切れになることがある。
- シルバージャックポットが1000枚単位で増加していくと、英語でアナウンスが流れる。
- ジャックポットの獲得後、プレミアムモードの終了後などは、それぞれの獲得枚数ランキング上位10位が表示される。ランキングには店舗内ランキング、全国ランキングの2種類があり、全国ランキングは公式ページでも参照可能であったが、2017年1月末日をもってe-AMUSEMENTサービスを終了のため、ランキングも稼働していない。
- BGMとして流れる音楽は、主にクラシック音楽などのほか、「beatmania IIDX」シリーズの楽曲が使われている。特に後者は、筐体中央のセンター画面に楽曲のクリップ（「beatmania IIDX」で楽曲のプレイ中に表示されるムービー）が流れる。またジャックポット時は、クリップにジャックポットを強調したアレンジが加わっている。
- プレミアムモード中のステーションでは、BGMとしてビレッジ・ピープルの『Y.M.C.A.』が流れ、さらに獲得枚数が3000枚を超えると、マシン全体のBGMもこの曲になる。その際、ステーションでのBGMはなくなり、効果音のみになる。
  - 【参考1】 『グランドクロス・プラス』使用楽曲リスト・ギャラリーページ
  - 【参考2】 『グランドクロス・プラス』 Fromビーマニ・特別ページ
- 開発を担当したのは「フォーチュンオーブ」シリーズを開発した「Team Fortune （チーム・フォーチュン）」。センター画面にクレジットとして表示されており、本作以降の開発作品でも恒例化することになる。　「スチームワールド」・「ミステリーワールド」各スロットのリーチアクションでは、同「フォーチュンオーブ」シリーズのキャラクターが出演している。